# Награды Москвы
Награ́ды Москвы́ — награды субъекта Российской Федерации, учреждённые Правительством Москвы на основании Закона города Москвы от 5 сентября 2001 года № 38 «О наградах и почётных званиях города Москвы» (с изменениями на 16 декабря 2015 года) и других законодательных актов о наградах города Москвы.
Согласно Закону, наградами города Москвы являются:
- Знак отличия «За заслуги перед Москвой»;
- Знак отличия «За безупречную службу городу Москве»;
- Знак отличия «Волонтёр Москвы»;
- Знак отличия «За развитие московского спорта»;
- Почётный знак «За заслуги в развитии законодательства и парламентаризма»;
- Почётный знак «Родительская слава города Москвы»;
- Почётный знак «Заслуженный учитель города Москвы»;
- Почётный знак «Заслуженный врач города Москвы»;
- Почётная грамота Московской городской думы;
- Почётный диплом Московской городской думы;
- Почётная грамота Правительства Москвы;
- Премии города Москвы;
- Благодарность Мэра Москвы;
- Почётное звание «Почётный гражданин города Москвы»;
- Почётные звания города Москвы по профессиям.
- Почётный донор Москвы.

Также в число наград города Москвы включены памятные знаки Правительства Москвы и другие награды, установленные дополнительными нормативно-правовыми актами.
Награды и почётные звания города Москвы являются высшей формой признания заслуг и поощрения работающих лиц и организаций за достижения в социально-экономическом и культурном развитии города Москвы, а также жителей города Москвы за достойное воспитание детей.

## Перечень наград

### Знаки отличия
| Изображение награды | Наименование награды                                                                                        | Дата учреждения      | Правила награждения | Источник |
| ------------------- | --- | -------------------- | --- | --- |
|                     | Знак отличия «За заслуги перед Москвой»                                                                     | 5 сентября 2001 года | Знаком отличия «За заслуги перед Москвой» награждаются граждане Российской Федерации, иностранные граждане, лица без гражданства: - за крупные личные достижения в государственной, научной, творческой, производственной и иной деятельности и осуществление конкретных и полезных для города дел, способствующих социально-экономическому, научно-техническому и культурному развитию Москвы, повышению уровня жизни её жителей; - за существенный вклад в укрепление дружбы и сотрудничества наций и народностей, плодотворную деятельность по сближению и взаимообогащению их культур и активное содействие развитию взаимовыгодного сотрудничества с субъектами Российской Федерации и дружественных отношений с иностранными государствами; - за многогранную благотворительную деятельность в интересах города и москвичей. | Закон города Москвы от 5 сентября 2001 года № 38 «О наградах и почётных званиях города Москвы» --- Указ Мэра Москвы от 30 августа 2002 года № 35-УМ «О мерах по выполнению Закона города Москвы от 5 сентября 2001 года № 38»                                                              |
|                     | Знак отличия «За безупречную службу городу Москве» --- за 50 (L), 40 (XL), 30 (XXX), 25 (XXV) и 20 (XX) лет | 5 сентября 2001 года | Знаком отличия «За безупречную службу городу Москве» награждаются граждане Российской Федерации, иностранные граждане, лица без гражданства, за конкретный вклад в развитие Москвы, многолетнюю плодотворную деятельность, направленную на процветание города и повышение благосостояния москвичей. При наличии заслуг к награждению знаком отличия «За безупречную службу городу Москве» представляются лица, безупречно проработавшие в организациях и учреждениях города Москвы соответственно 20, 25, 30, 40, 50 лет и удостоенные наград или почётных званий города Москвы, либо награждённые за заслуги перед Москвой государственными наградами Российской Федерации, СССР или ведомственными знаками отличия в труде. Положение о знаке отличия «За безупречную службу городу Москве» и его описание утверждаются Мэром Москвы. Решение о награждении знаком отличия «За безупречную службу городу Москве» принимается Мэром Москвы. | Закон города Москвы от 5 сентября 2001 года № 38 «О наградах и почётных званиях города Москвы» (с изменениями на 16 декабря 2015 года) --- Указ Мэра Москвы от 30 августа 2002 года № 35-УМ «О мерах по выполнению Закона города Москвы "О наградах и почётных званиях города Москвы"» --- |
|                     | Знак отличия «Волонтёр Москвы»                                                                              | 1 июня 2022 года     | Знак отличия Правительства Москвы «Волонтёр Москвы» является формой поощрения за вклад в развитие добровольческой (волонтерской) деятельности в городе Москве. Знак отличия Правительства Москвы «Волонтёр Москвы» вручается лицам, внёсшим значительный вклад в развитие добровольчества (волонтерства) и осуществляющим добровольческую (волонтерскую) деятельность на территории города Москвы не менее двух лет. Знаком отличия Правительства Москвы «Волонтёр Москвы» ежегодно поощряются не более 30 человек. Вручение знака отличия и удостоверения к нему производится в торжественной обстановке Мэром Москвы или иным уполномоченным им лицом. Повторное поощрение знаком отличия не производится. Дубликаты знака отличия и удостоверения к нему взамен утраченных не выдаются. | Постановление Правительства Москвы от 1 июня 2022 года № 978-ПП «Об учреждении знака отличия Правительства Москвы "Волонтер Москвы"» --- |
|                     | Знак отличия «За развитие московского спорта»                                                               | 2 августа 2023 года  | Знак отличия Правительства Москвы «За развитие московского спорта» является формой поощрения за вклад в развитие физической культуры и спорта в городе Москве. Знак отличия Правительства Москвы «За развитие московского спорта» вручается лицам, внёсшим значительный вклад в развитие физической культуры и спорта, формирование спортивной инфраструктуры, повышение доступности спортивных и физкультурно-оздоровительных услуг на территории города Москвы и осуществляющим деятельность в области физической культуры и спорта на территории города Москвы не менее двух лет. Знаком отличия Правительства Москвы «За развитие московского спорта» ежегодно поощряется не более 100 человек. Лица, поощрённые знаком отличия Правительства Москвы «За развитие московского спорта», премируются денежной премией в размере 100000 рублей. Выплата денежной премии производится Департаментом спорта города Москвы. Вручение знака отличия и удостоверения к нему производится в торжественной обстановке Мэром Москвы или иным уполномоченным им лицом. Повторное поощрение знаком отличия не производится. Дубликаты знака отличия и удостоверения к нему взамен утраченных не выдаются. | Постановление Правительства Москвы от 2 августа 2023 года № 1469-ПП «Об учреждении знака отличия Правительства Москвы "За развитие московского спорта"» --- |

### Почётные знаки
| Изображение награды | Наименование награды                                                     | Дата учреждения       | Правила награждения | Источник |
| ------------------- | ------------------------------------------------------------------------ | --------------------- | --- | --- |
|                     | Почётный знак «За заслуги в развитии законодательства и парламентаризма» | 30 ноября 2005 года   | Почётным знаком награждаются: - граждане Российской Федерации и лица без гражданства - за заслуги в развитии законодательства, парламентаризма, демократии, гражданского общества, местного самоуправления в городе Москве, государственном строительстве, защите прав и свобод граждан в городе Москве; - иностранные граждане - за вклад в развитие международных парламентских связей города Москвы. Награждение Почётным знаком может быть приурочено к праздникам и памятным дням, юбилейным и другим датам. Ежегодно могут быть награждены не более 10 граждан РФ и лиц без гражданства. В отношении иностранных граждан квота не применяется. Из числа граждан РФ к награждению могут представляться только лица, ранее награждённые Почётной грамотой Московской городской Думы. | Постановление Московской городской Думы от 30 ноября 2005 года № 350 «О Почётном знаке "За заслуги в развитии законодательства и парламентаризма", Почётной грамоте Московской городской Думы и Почётном дипломе Московской городской Думы» |
|                     | Почётный знак «Родительская слава города Москвы»                         | 28 июля 2009 года     | Почётным знаком «Родительская слава города Москвы» награждаются родители (усыновители), постоянно проживающие в Москве не менее 10 лет и состоящие в браке, заключённом в соответствии с федеральным законодательством, либо, в случае неполной семьи, один из родителей (усыновителей), которые воспитывают или воспитали пять и более детей достойными гражданами Российской Федерации, за формирование у детей активной жизненной позиции и нравственных устоев, создание условий, обеспечивающих достижение ими высоких результатов в трудовой, учебной, творческой, спортивной и иной деятельности. Награждение лиц производится по достижении пятым ребёнком возраста 5 лет при наличии в живых остальных детей. При награждении учитываются дети, погибшие или пропавшие без вести при защите Отечества или его интересов, при исполнении воинского, служебного или гражданского долга, умершие вследствие ранения, контузии, увечья или заболевания, полученных при указанных обстоятельствах, либо вследствие трудового увечья или профессионального заболевания. Награждение усыновителей производится при условии воспитания усыновлённых (удочерённых) детей не менее 5 лет.                                         | Постановление Правительства Москвы от 28 июля 2009 года № 678-ПП «О Почётном знаке "Родительская слава города Москвы"» --- |
|                     | Почётный знак «Заслуженный учитель города Москвы»                        | 11 сентября 2013 года | Почётным знаком награждаются высокопрофессиональные педагогические работники образовательных организаций, реализующих основные общеобразовательные программы, за личные заслуги: - в совершенствовании и развитии системы образования города Москвы; - в педагогической деятельности, обеспечивающей устойчивую положительную динамику показателей обучения, достижение обучающимися высоких результатов в учебной деятельности, подготовку победителей и призёров региональных, всероссийских и международных олимпиад; - в разработке и внедрении в образовательный процесс инновационных технологий, форм и методик обучения, образовательных программ, учебно-методических пособий; - в организации и совершенствовании воспитательной работы, проводимой в образовательной организации, содействии нравственному, интеллектуальному и культурному развитию обучающихся. Под высокопрофессиональными педагогическими работниками понимаются лица, имеющие высшую квалификационную категорию, награждённые государственными наградами РФ, СССР, ведомственными наградами, наградами Москвы, имеющие почётные звания Москвы, или победители конкурсов профмастерства, работающие в системе образования Москвы не менее 15 лет. | Закон города Москвы от 11 сентября 2013 года № 45 «О внесении изменений в Закон города Москвы от 5 сентября 2001 года № 38 "О наградах и почётных званиях города Москвы"» --- Дополнения от 23 апреля 2014 года ---                         |
|                     | Почётный знак «Заслуженный врач города Москвы»                           | 16 декабря 2015 года  | Почётный знак «Заслуженный врач города Москвы» является высшей формой поощрения за заслуги в области здравоохранения в городе Москве. Почётным знаком «Заслуженный врач города Москвы» награждаются высокопрофессиональные практикующие врачи медицинских организаций государственной системы здравоохранения города Москвы. Положение о Почётном знаке «Заслуженный врач города Москвы» и его описание утверждаются Мэром Москвы. Решение о награждении Почётным знаком «Заслуженный врач города Москвы» принимается Мэром Москвы. Повторное награждение Почётным знаком «Заслуженный врач города Москвы» не производится. | Закон города Москвы от 16 декабря 2015 года № 75 «О внесении изменений в Закон города Москвы от 5 сентября 2001 года № 38 "О наградах и почётных званиях города Москвы"»                                                                    |

### Грамоты, дипломы и благодарности
| Изображение награды | Наименование награды                                                                     | Дата учреждения     | Правила награждения | Источник |
| ------------------- | ---------------------------------------------------------------------------------------- | ------------------- | --- | --- |
|                     | Почётная грамота Московской городской Думы                                               | 30 ноября 2005 года | Почётной грамотой Московской городской Думы награждаться граждане Российской Федерации, иностранные граждане, лица без гражданства, организации. Основанием для награждения являются: - существенный вклад в развитие законодательства, парламентаризма и демократии в Москве, защиту прав и свобод жителей города Москвы; - инициатива и успехи в развитии городского самоуправления, созидательной самодеятельности жителей города Москвы; - организация общественного содействия деятельности правоохранительных органов; - достижения в организации благотворительной и попечительской деятельности в городе; - значительные успехи в организации предпринимательской деятельности; - трудовые достижения, получившие признание жителей города Москвы. | Постановление Московской городской Думы от 30 ноября 2005 года № 350 «О Почётном знаке "За заслуги в развитии законодательства и парламентаризма", Почётной грамоте Московской городской Думы и Почётном дипломе Московской городской Думы» |
|                     | Благодарность Московской городской думы(Ранее Почётный диплом Московской городской Думы) | 30 ноября 2005 года | Благодарность (ранее Почётный диплом) Московской городской Думы учреждён для поощрения лиц и организаций за заслуги перед городским сообществом. Основанием для награждения являются: - значительные трудовые, производственные достижения; - значительный трудовой, творческий, материально-финансовый вклад в инициацию и осуществление программ развития городского хозяйства, культуры, науки, образования, здравоохранения, градостроительства, монументального искусства, физкультуры и спорта в городе Москве, а также других городских программ; - пожертвования на социальную поддержку малообеспеченных граждан, детей-сирот и детей, оставшихся без попечения родителей, выполнение городских программ, укрепление материально-технической базы и строительство больниц, школ, приютов, культурных и спортивных центров, а также других социально важных городских объектов; - личный вклад, мужество, неподкупность в защите граждан от преступных посягательств; - достижения в области москвоведения, теории московского городского хозяйства, градостроительства, архитектуры, развития московской городской тематики в литературе и искусстве; - успехи в развитии демократических начал в деятельности средств массовой информации, объективном отражении жизни города и москвичей. | Постановление Московской городской Думы от 30 ноября 2005 года № 350 «О Почётном знаке "За заслуги в развитии законодательства и парламентаризма", Почётной грамоте Московской городской Думы и Почётном дипломе Московской городской Думы» |
|                     | Почётная грамота Правительства Москвы                                                    | 30 мая 1995 года    | Почётная Грамота Правительства Москвы является формой поощрения граждан и организаций за заслуги в государственном, хозяйственном и социально-культурном строительстве Москвы, большой вклад в экономику, науку, культуру и искусство города, воспитание, просвещение, охрану здоровья, жизни и прав граждан, плодотворную благотворительную деятельность. Почётной Грамотой Правительства Москвы могут быть награждены граждане Москвы, Российской Федерации, иностранные граждане, а также городские предприятия и организации. При награждении физических лиц Почётной Грамотой Правительства Москвы, награждённым вручается денежная премия. | Постановление Правительства Москвы от 30 мая 1995 года № 478 «О Почётной Грамоте Правительства Москвы» |
|                     | Благодарность Мэра Москвы                                                                | 6 февраля 1996 года | Благодарность мэра Москвы является формой поощрения граждан и организаций за заслуги в хозяйственной, научно - исследовательской, социально - культурной, общественной и благотворительной деятельности, направленной на улучшение условий жизни москвичей, за достижения в подготовке квалифицированных кадров, воспитании подрастающего поколения, поддержании законности и порядка, а также за многолетнюю безупречную работу в городском хозяйстве Москвы. Объявление гражданам Благодарности мэра Москвы является основанием для вручения им денежной премии. Выплата премий работникам бюджетных организаций городского хозяйства производится Финансово-хозяйственным управлением мэрии Москвы с последующей компенсацией расходов Департаментом финансов правительства Москвы. | Распоряжение Мэра Москвы от 6 февраля 1996 года № 45-РМ «О Положении о Благодарности Мэра Москвы» |

### Премии города Москвы
| Изображение награды | Наименование награды                                          | Дата учреждения      | Правила награждения | Источник |
| ------------------- | ------------------------------------------------------------- | -------------------- | --- | --- |
|                     | Премии города Москвы ––– (Знак лауреата премии города Москвы) | 5 сентября 2001 года | В городе Москве ежегодно присуждаются следующие премии города Москвы: - премия города Москвы в области литературы и искусства; - премия города Москвы в области медицины; - премия города Москвы в области образования; - премия города Москвы в области физической культуры, спорта и туризма; - премия города Москвы в области журналистики; - премия города Москвы в области обеспечения безопасности; - премия города Москвы "Легенда века". Премии города Москвы присуждаются гражданам Российской Федерации, иностранным гражданам, лицам без гражданства за заслуги в профессиональной, творческой, научной, учебной деятельности. Премии могут присуждаться группам лиц (творческим, авторским, трудовым коллективам). | Закон города Москвы от 5 сентября 2001 года № 38 «О наградах и почётных званиях города Москвы» (с изменениями на 16 декабря 2015 года) |

### Почётные звания
| Изображение награды | Наименование награды                                                                                  | Дата учреждения      | Правила награждения | Источник |
| ------------------- | --- | -------------------- | --- | --- |
|                     | Почётное звание «Почётный гражданин города Москвы» ––– (Знак почётного гражданина города Москвы)      | 25 января 1995 года  | Почётное звание «Почётный гражданин города Москвы» учреждено в целях признания выдающихся заслуг граждан перед городским сообществом, поощрения личной деятельности, направленной на пользу города Москвы, обеспечение его благополучия и процветания. Звание Почётного гражданина присваивается Московской городской Думой гражданам Российской Федерации и иностранным гражданам персонально. Основаниями для присвоения лицу звания Почётного гражданина являются: - многолетняя эффективная благотворительная, меценатская деятельность; - совершение мужественных поступков во благо жителей города Москвы; - получившие широкое признание у жителей города Москвы заслуги в области государственной, муниципальной, политической, научной, культурной, хозяйственной, общественной или иной деятельности с выдающимися результатами для Российской Федерации и города Москвы. Почётные граждане города Москвы пользуются установленными правами и льготами. | Закон города Москвы от 25 января 1995 года № 3-9 «О Почётном гражданине города Москвы» (с изменениями на 6 ноября 2013 года) ---           |
|                     | Почётные звания города Москвы по профессиям ––– (Знак к Почётным званиям города Москвы по профессиям) | 5 сентября 2001 года | Почётные звания города Москвы по профессиям присваиваются за заслуги и высокое мастерство в профессиональной деятельности. К ним относятся: - Почётный работник промышленности города Москвы; - Почётный деятель науки и техники города Москвы; - Почётный работник образования города Москвы; - Почётный работник здравоохранения города Москвы; - Почётный медицинский работник города Москвы; - Почётный деятель искусств города Москвы; - Почётный работник культуры города Москвы; - Почётный работник печати города Москвы; - Почётный работник физкультуры, спорта и туризма города Москвы; - Почётный строитель города Москвы; - Почётный работник жилищно-коммунального хозяйства города Москвы; - Почётный работник социальной защиты населения города Москвы; - Почётный работник торговли и сферы услуг города Москвы; - Почётный работник правоохранительных органов города Москвы; - Почётный юрист города Москвы; - Почётный энергетик города Москвы; - Почётный экономист города Москвы; - Почётный работник транспорта и связи города Москвы; - Почётный работник охраны окружающей среды города Москвы; - Почётный работник государственной службы города Москвы; - Почётный работник муниципальной службы города Москвы; - Почётный пожарный города Москвы; - Почётный спасатель города Москвы; - Почётный изобретатель города Москвы; - Почётный реставратор города Москвы. | Закон города Москвы от 5 сентября 2001 года № 38 «О наградах и почётных званиях города Москвы» (с изменениями на 16 декабря 2015 года) --- |

### Нагрудные знаки
| Изображение награды | Наименование награды                     | Дата учреждения      | Правила награждения | Источник |
| ------------------- | ---------------------------------------- | -------------------- | --- | --- |
|                     | Нагрудный знак «Почётный донор Москвы»   | 30 декабря 2008 года | Награждение нагрудным знаком «Почётный донор Москвы» выражает признание Правительством Москвы благородного вклада гражданина в развитие добровольного и безвозмездного донорства крови и (или) её компонентов в городе Москве. Награждение граждан нагрудным знаком осуществляется Департаментом здравоохранения города Москвы по представлению Государственного бюджетного учреждения здравоохранения города Москвы «Станция переливания крови Департамента здравоохранения города Москвы». Нагрудным знаком награждаются граждане, сдавшие бесплатно кровь 20 и более раз (до 40) или плазму крови 30 и более раз (до 60) в медицинских организациях и научных организациях государственной системы здравоохранения города Москвы. Граждане награждённые нагрудным знаком пользуются установленными правами и льготами.                                                               | Постановление Правительства Москвы от 30 декабря 2008 года № 1282-ПП «О Почётном доноре Москвы»                         |
|                     | Нагрудный знак «Почётный ветеран Москвы» | 3 ноября 2004 года   | Нагрудным знаком «Почётный ветеран Москвы» награждаются пенсионеры города Москвы — ветераны войны и боевых действий, труда, военной службы, правоохранительных органов за личные заслуги и высокие результаты в различных сферах трудовой деятельности, за большой вклад в развитие Москвы и за активное участие в ветеранском движении города в период после выхода ветерана на пенсию. Основаниями для награждения являются: наличие общего трудового стажа работы на предприятиях и учреждениях города Москвы не менее 35 лет или военной службы и службы в правоохранительных органах — не менее 20 лет, а также стажа работы в ветеранских объединениях города Москвы не менее 10 лет. Награждение ветеранов нагрудным знаком «Почётный ветеран Москвы» осуществляется уполномоченной комиссией при Правительстве Москвы по представлению Московского городского совета ветеранов. | Закон города Москвы от 3 ноября 2004 года № 70 «О мерах социальной поддержки отдельных категорий жителей города Москвы» |

### Памятные знаки
| Изображение награды | Наименование награды                   | Дата учреждения      | Правила награждения | Источник |
| ------------------- | -------------------------------------- | -------------------- | --- | --- |
|                     | Памятный знак «60 лет битвы за Москву» | 19 декабря 2000 года | Памятный знак «60 лет битвы под Москвой» утверждается Мэром Москвы и вручается ветеранам войны - защитникам Москвы, проживающим в Москве и субъектах Российской Федерации, награждённым медалью «За оборону Москвы», а также лицам, имеющим право на льготы в соответствии в распоряжением мэра от 02.11.94 г. № 545-РМ (лица, непрерывно трудившиеся на предприятиях, в организациях и учреждениях Москвы, проходившие воинскую службу, учащиеся ремесленных, железнодорожных училищ и школ ФЗО в городе в период с 22.07.41 г. по 25.01.42 г., участники строительства оборонительных рубежей под Москвой). Также награждению знаком подлежат военнослужащие, лица рядового и начальствующего состава органов внутренних дел и органов государственной безопасности, лица вольнонаемного состава, участники партизанского и подпольного движения, принимавшие участие в Московской битве с 30.09.41 г. по 19.04.42 г. Вручение знака осуществляется местными органами исполнительной власти по месту жительства в торжественной обстановке. | Положение о Памятном знаке Правительства Москвы «60 лет битвы за Москву» --- Копия Положения о знаке --- |
|                     | Памятный знак «65 лет битвы за Москву» | 22 ноября 2005 года  | Памятный знак Правительства Москвы «65 лет битвы за Москву» учрежден постановлением Правительства Москвы от 22 ноября 2005 года № 918-ПП и утверждён на заседании Оргкомитета 5 июня 2006 года. Памятный знак вручается от имени Мэра Москвы ветеранам-защитникам Москвы, проживающим в городе Москве, субъектах Российской Федерации, странах СНГ и Балтии, Дальнего зарубежья, награждённым медалью «За оборону Москвы», а также лицам, имеющим право на льготы в соответствии с распоряжением Мэра Москвы от 02.11.1994 № 545-РМ (лица, непрерывно трудившиеся на предприятиях, в организациях и учреждениях Москвы, проходившие воинскую службу, учащиеся ремесленных, железнодорожных училищ и школ ФЗО в городе Москве в период с 22.07.1941 г. по 25.01.1942 г., участники строительства оборонительных рубежей под Москвой). Награждению Памятным знаком также подлежат военнослужащие, лица рядового и начальствующего состава органов внутренних дел и органов государственной безопасности, лица вольнонаемного состава, участники партизанского и подпольного движения, принимавшие участие в Московской битве с 30.09.1941 г. по 19.04.1942 г.    | Постановление Правительства Москвы от 22 ноября 2005 года № 918-ПП «О Комплексе мероприятий по подготовке к празднованию 65-й годовщины начала контрнаступления советских войск против немецко-фашистских войск в битве под Москвой» --- О заседании Оргкомитета 5 июня 2006 года ---                                  |
|                     | Памятный знак «70 лет битвы за Москву» | 16 ноября 2010 года  | Памятный знак Правительства Москвы «70 лет битвы за Москву» учрежден постановлением Правительства Москвы от 16 ноября 2010 года № 1017-ПП и утверждён на заседании Оргкомитета 31 марта 2011 года. Памятный знак вручается от имени Мэра Москвы ветеранам-защитникам Москвы, проживающим в городе Москве, субъектах Российской Федерации, странах СНГ и Балтии, Дальнего зарубежья, награждённым медалью «За оборону Москвы», а также лицам, имеющим право на льготы в соответствии с распоряжением Мэра Москвы от 02.11.1994 № 545-РМ (лица, непрерывно трудившиеся на предприятиях, в организациях и учреждениях Москвы, проходившие воинскую службу, учащиеся ремесленных, железнодорожных училищ и школ ФЗО в городе Москве в период с 22.07.1941 г. по 25.01.1942 г., участники строительства оборонительных рубежей под Москвой). Награждению Памятным знаком также подлежат военнослужащие, лица рядового и начальствующего состава органов внутренних дел и органов государственной безопасности, лица вольнонаемного состава, участники партизанского и подпольного движения, принимавшие участие в Московской битве с 30.09.1941 г. по 19.04.1942 г. | Постановление Правительства Москвы от 16 ноября 2010 года № 1017-ПП «О Комплексе мероприятий по подготовке к празднованию 70-й годовщины начала контрнаступления советских войск против немецко-фашистских войск в битве под Москвой» --- Положение о Памятном знаке Правительства Москвы «70 лет битвы за Москву» --- |
|                     | Памятный знак «75 лет битвы за Москву» | 6 июля 2016 года     | Памятный знак «75 лет битвы за Москву» является отличительным знаком принадлежности к участию в битве за Москву. Памятный знак вручается от имени Мэра Москвы и Правительства Москвы ветеранам Великой Отечественной войны участникам обороны Москвы, проживающим в городе Москве, других субъектах Российской Федерации, иностранных государствах, из числа: - лиц, награждённых медалью «За оборону Москвы»; - лиц, непрерывно трудившихся на предприятиях, в организациях и учреждениях города Москвы в период с 22 июля 1941 года по 25 января 1942 года; - лиц, проходивших воинскую службу в городе Москве в период с 22 июля 1941 года по 25 января 1942 года; - лиц, учившихся в ремесленных, железнодорожных училищах и школах фабрично-заводского обучения в городе Москве в период с 22 июля 1941 года по 25 января 1942 года; - участников строительства оборонительных рубежей под Москвой; - участников партизанского и подпольного движения, принимавших участие в битве под Москвой. | Постановление Правительства Москвы от 6 июля 2016 года № 393-ПП «О памятном нагрудном знаке города Москвы "75 лет битвы за Москву"» --- |
|                     | Памятный знак «80 лет битвы за Москву» | 11 мая 2021 года     | Памятный знак «80 лет битвы за Москву» является отличительным знаком принадлежности к участию в битве за Москву. Памятный знак вручается от имени Мэра Москвы и Правительства Москвы ветеранам Великой Отечественной войны участникам обороны Москвы, проживающим в городе Москве, других субъектах Российской Федерации, иностранных государствах, из числа: - лиц, награждённых медалью «За оборону Москвы»; - военнослужащих, принимавших непосредственное участие в обороне Москвы с 19 октября 1941 года по 20 апреля 1942 года; - лиц, непрерывно трудившихся на предприятиях, в организациях и учреждениях города Москвы в период с 22 июля 1941 года по 25 января 1942 года. Одновременно с памятным знаком ветерану Великой Отечественной войны — участнику обороны Москвы вручается удостоверение, подписанное Мэром Москвы, и футляр к ним. | Постановление Правительства Москвы от 11 мая 2021 года № 557-ПП «О памятном нагрудном знаке города Москвы "80 лет битвы за Москву"» --- |

## Награды префектов
| Изображение награды | Наименование награды                                                                                           | Дата учреждения      | Правила награждения | Источник |
| ------------------- | --- | -------------------- | --- | --- |
|                     | Почётный знак «За вклад в развитие Восточного округа» (ВАО города Москвы)                                      | 26 июня 2007 года    | Почетный знак префектуры Восточного административного округа города Москвы "За вклад в развитие Восточного округа" является высшей формой поощрения граждан, коллективов предприятий, учреждений, организаций и может быть вручен только один раз. Награждение почетным знаком префектуры Восточного административного округа города Москвы «За вклад в развитие Восточного округа» производится: - за заслуги в хозяйственной, научно-исследовательской, социально-культурной, общественной и благотворительной деятельности, направленной на улучшение условий жизни москвичей, за высокие достижения в подготовке квалифицированных кадров, воспитании подрастающего поколения, поддержании законности и правопорядка, а также многолетнюю безупречную работу в городском хозяйстве на территории Восточного административного округа города Москвы; - за активное содействие развитию взаимовыгодного сотрудничества с субъектами Российской Федерации и дружественных отношений с иностранными государствами.    | Распоряжение префекта ВАО г. Москвы от 31.08.2007 N 1446-В-РП "О наградах Восточного административного округа города Москвы" ---                                                                          |
|                     | Почётный знак «За вклад в развитие Юго-Восточного округа» (ЮВАО города Москвы)                                 | 14 октября 2008 года | Почётным знаком «За вклад в развитие Юго-Восточного округа» награждаются граждане: - за заслуги в хозяйственной, научно-исследовательской, социально-культурной, общественной и благотворительной деятельности, направленной на улучшение условий жизни москвичей, за высокие достижения в подготовке квалифицированных кадров, воспитании подрастающего поколения, поддержании законности и правопорядка, а также многолетнюю безупречную работу в городском хозяйстве на территории ЮВАО города Москвы; - за активное содействие развитию взаимовыгодного сотрудничества с субъектами РФ и дружественных отношений с иностранными государствами. Гражданин может быть награждён Почётным знаком только один раз. В течение года может быть награждено Почётным знаком не более пятидесяти граждан. Лицам, награждённым Почётным знаком, вручаются Почётный знак и удостоверение к Почётному знаку. Вручение производится префектом ЮВАО города Москвы или по его поручению иными лицами в торжественной обстановке. | Распоряжение префекта ЮВАО Москвы от 14 октября 2008 года № 1672 «Об учреждении Почётного знака префектуры ЮВАО Москвы «За вклад в развитие Юго-Восточного округа» ---                                    |
|                     | Медаль «За доблестный труд» (ЮВАО города Москвы)                                                               | 17 июля 2006 года    | Медалью «За доблестный труд» награждаются граждане, внесшие существенный вклад в экономическое, социально-политическое и культурное развитие Юго-Восточного административного округа города Москвы. Награждение медалью «За доблестный труд» производится по решению префекта Юго-Восточного административного округа города Москвы. Вручение медали осуществляется им лично или уполномоченными лицами в торжественной обстановке. Награждённому вместе с медалью «За доблестный труд» вручается удостоверение, в котором указываются его фамилия, имя и отчество, изображение медали и дата приказа. Повторное награждение медалью «За доблестный труд» не производится. Медаль «За доблестный труд» носится на левой стороне груди и располагается ниже государственных наград. | Распоряжение префекта ЮВАО Москвы от 17 июля 2006 года № 1473 «О медали ЮВАО Москвы "За доблестный труд"» ---                                                                                             |
|                     | Медаль «За вклад в подготовку празднования 65-летия Победы в Великой Отечественной войне» (ЮВАО города Москвы) | 15 июня 2010 года    | Медалью «За вклад в подготовку празднования 65-летия Победы в Великой Отечественной войне» награждаются граждане – жители города Москвы и других субъектов Российской Федерации внёсшие значительный вклад в исполнение Постановления Правительства Москвы от 22 ноября 2005 года № 918-ПП «О Комплексе мероприятий по подготовке к празднованию 65-й годовщины начала контрнаступления советских войск против немецко-фашистских войск в битве под Москвой». Награждение медалью производится по решению префекта Юго-Восточного административного округа города Москвы. Вручение медали осуществляется им лично или уполномоченными лицами в торжественной обстановке. Награждённому вместе с медалью вручается удостоверение, в котором указываются его фамилия, имя и отчество, изображение медали и дата приказа. Повторное награждение медалью не производится. Медаль носится на левой стороне груди и располагается ниже государственных наград.                                                              | Распоряжение префектуры ЮВАО Москвы от 15 июня 2010 года № 548 «Об утверждении порядка вручения медали ЮВАО Москвы «За вклад в подготовку празднования 65-летия Победы в Великой Отечественной войне» --- |

## Упразднённые награды
| Изображение награды | Наименование награды | Дата учреждения     | Правила награждения | Источник |
| ------------------- | --- | ------------------- | --- | --- |
|                     | Звание «Поставщик товаров, работ, услуг для города Москвы» ––– Звание упразднено с 17 марта 2012 года на основании постановления Правительства Москвы от 24.02.2012 г. № 67-ПП | 25 января 2005 года | Звание «Поставщик товаров, работ, услуг для города Москвы» присваивалось в текущем году организациям (Поставщикам), которые в течение двух предыдущих лет не менее двух раз выигрывали торги (аукционы, конкурсы) и заключали государственные контракты, или по подтверждению органами сертификации соответствия поставляемых по контрактам товаров, оказываемых услуг (выполняемых работ) требованиям нормативных документов сертификатом соответствия в соответствующей системе сертификации, а также Поставщикам, отобранным на основании критериев, определённых профильным комплексом или департаментом города Москвы. Звание сохранялось за Поставщиком в течение одного года. Для подтверждения Звания Поставщику, имевшему его, необходимо было в течение срока действия Звания подтвердить соответствие поставляемых товаров, оказываемых услуг (выполняемых работ) требованиям нормативных документов сертификатом соответствия в соответствующей системе сертификации, подтвердить аккредитацию (лицензирование) или выиграть торги (аукцион, конкурс). Поставщику, которому присваивалось Звание, предоставлялось право: - маркировки произведённых им товаров, работ, услуг с использованием указанного Звания; - использования этого Звания и изображения знака «Поставщик товаров, работ, услуг для города Москвы» в рекламных целях. | Постановление Правительства Москвы от 25 января 2005 года № 42-ПП «Об установлении звания «Поставщик товаров, работ, услуг для города Москвы» --- Постановление Правительства Москвы от 24 февраля 2012 года № 67-ПП «О системе закупок города Москвы» |
|                     | Премии Мэрии Москвы ––– Премии упразднены с 5 сентября 2001 года на основании Закона города Москвы от 05.09.2001 г. № 38                                                       | 2 декабря 1993 года | С 1993 по 2001 годы в городе Москве ежегодно присуждались следующие премии Мэрии Москвы: - премия Мэрии Москвы в области литературы и искусства; - премия Мэрии Москвы в области медицины; - премия Мэрии Москвы в области образования; - премия Мэрии Москвы в области физической культуры, спорта и туризма; - премия Мэрии Москвы в области журналистики. Премии Мэрии Москвы присуждались гражданам Российской Федерации, иностранным гражданам, лицам без гражданства, а также группам лиц (коллективам) за заслуги в профессиональной, творческой, научной, учебной деятельности. | Распоряжение мэра Москвы от 2 декабря 1993 года № 692-РМ «Об установлении премий Мэрии Москвы в области образования» (как пример) |
|                     | Нагрудный знак «Отличник городского хозяйства Москвы» ––– Нагрудный знак упразднён 16 сентября 1991 года в связи с ликвидацией аппарата Мосгорисполкома                        | 6 июля 1940 года    | Нагрудный знак «Отличник городского хозяйства Москвы» — ведомственный знак отличия Московского Городского Совета депутатов трудящихся. Учрежден постановлением СНК СССР № 1178 от 6 июля 1940 года. Первоначально нагрудным знаком «Отличник городского хозяйства Москвы» награждались по решению Исполнительного Комитета Московского Городского Совета депутатов трудящихся «рабочие-стахановцы, инженерно-технические работники и служащие, особо отличившиеся в работах по реконструкции города Москвы». Во время Великой Отечественной войны формулировка о «работах по реконструкции Москвы» в Положении о нагрудном знаке была изменена на более общую: «о награждении особо отличившихся рабочих, инженерно-технических работников и служащих городского хозяйства города Москвы». | Постановление Совета Народных Комиссаров Союза ССР № 1178 от 6 июля 1940 года «О нагрудном знаке "Отличник городского хозяйства Москвы"» --- |